# Messerschmitt P.1106
Die Messerschmitt P.1106 war das Projekt eines deutschen Jagdflugzeugs aus der Endphase des Zweiten Weltkriegs.

## Entwicklung
Die Arbeiten zur P.1106 begannen im Spätjahr 1944, als bei der Entwicklung des Pfeilflügelentwurfs P.1101 unvorhergesehene Schwierigkeiten wie die der engen Zelle geschuldete komplizierte Unterbringung des Hauptfahrwerks, der Bewaffnung und anderer Komponenten, die sich zudem ungünstig auf die Gesamtmasse auswirkte, auftraten. Zudem ergaben die Unterbringung des Triebwerks und der ovale Rumpfquerschnitt eine geringere Geschwindigkeit als eigentlich vorgesehen. Mit einem überarbeiteten Entwurf sollten diese Punkte von vornherein ausgeräumt werden. Dieser, als P.1106 bezeichnet, erhielt deshalb ein weit vorn im Bug eingesetztes Triebwerk mit unter dem Mittelabschnitt liegenden Abgasstrahlauslass, ähnlich der Anordnung, die später in der sowjetischen Jak-15 verwirklicht werden sollte. Die Konstruktion war als freitragender Mitteldecker in Gemischtbauweise mit einem Ganzmetallrumpf und gepfeilten, trapezförmigen Tragflächen aus Holz konzipiert. Die Führerkabine wurde weit in den hinteren Bereich gesetzt und deren Kabinenhaube, zumindest in den ersten Entwürfen, in den zum Leitwerk hin ansteigenden Falschkiel integriert. Der so freigewordene Raum im oberen Mittelstück wurde zur Unterbringung eines 1200-kg-Kraftstoffbehälters genutzt. Bei dieser ersten, am 4. Dezember 1944 erstellten Studie war das Leitwerk in T-Form mit aufgesetzter Höhenflosse ausgebildet. Eine zweite Studie vom 12. des Monats wies insgesamt nur geringfügige Änderungen auf. Eine weitere Zeichnung vom 14. Dezember mit auf 7,37 m vergrößerter Flügelspannweite hingegen sah eine Version mit erhöhter Reichweite vor, die durch den Einbau eines größeren 2100-l-Tanks in den aus diesem Grund auf 8,65 m gestreckten Rumpf ermöglicht werden sollte. Daneben wurde auch eine als P.1106R bezeichnete Version mit 1800-kp-Raketentriebwerk und V-Leitwerk projektiert.
Bei einer vom 19. bis zum 21. Dezember 1944 abgehaltenen Zusammenkunft zwischen Vertretern der Deutschen Versuchsanstalt für Luftfahrt (DVL) und verschiedener Flugzeugbaufirmen stellte Messerschmitt seinen Projektentwurf vom 12. Dezember, der mittlerweile auch ein V-Leitwerk erhalten hatte, zur allgemeinen Begutachtung vor. Im Ergebnis des nachfolgenden Erfahrungsaustausches wurde die Konstruktion der P.1106 zum 11. Januar 1945 nochmals überarbeitet und aerodynamischer gestaltet. Bei einem erneuten Treffen vom 12. bis zum 15. Januar 1945 wurde aber die ebenfalls überarbeitete P.1101 als der bessere Entwurf beurteilt, weshalb nun deren Verwirklichung in den Vordergrund rückte. Zwar wurde noch eine Studie der P.1106 am 22. Februar 1945 mit einem Normalleitwerk angefertigt, die aber nicht mehr der DVL übergeben wurde. Sie bildete den Abschluss der Arbeiten zur P.1106.

## Technische Daten
| Kenngröße             | Daten (Entwurf vom Dezember 1944)               | Daten (Entwurf vom Januar 1945)              |
| --------------------- | ----------------------------------------------- | -------------------------------------------- |
| Besatzung             | 1                                               | 1                                            |
| Spannweite            | 6,74 m                                          | 6,65 m                                       |
| Länge                 | 8,00 m                                          | 9,15 m                                       |
| Höhe                  | 3,12 m                                          | 3,37 m                                       |
| Flügelfläche          | 13,0 m²                                         | 13,17 m²                                     |
| Flügelstreckung       | 3,5                                             | 3,36                                         |
| Flügelpfeilung        | 40°                                             | 40°                                          |
| V-Stellung            |                                                 | 0°                                           |
| Flügelprofil          | NACA 0012-40 (Wurzel), NACA 0008-40 (Spitze)    | NACA 0012-40 (Wurzel), NACA 0008-40 (Spitze) |
| Flächenbelastung      | 304 kg/m²                                       | 303,7 kg/m²                                  |
| Rüstmasse             | 2.538 kg                                        | 2.300 kg                                     |
| Startmasse            | 3.958 kg                                        | 4.000 kg                                     |
| Antrieb               | ein Heinkel HeS 011                             | ein Heinkel HeS 109-011 A-0                  |
| Standschub            | 1300 kp                                         | 1300 kp                                      |
| Höchstgeschwindigkeit | 1.090 km/h in 6.000 m Höhe                      | 993 km/h in 7.000 m Höhe                     |
| Landegeschwindigkeit  | 174 km/h                                        | 184 km/h                                     |
| Steiggeschwindigkeit  | 26,6 m/s in Bodennähe                           | 21,2 m/s in Bodennähe                        |
| Dienstgipfelhöhe      | 14.000 m                                        | 13.300 m                                     |
| Reichweite            | 1.600 km in 12.000 m Höhe                       |                                              |
| Startstrecke          | 620 m mit 500 kp Zusatzschub (Starthilfsrakete) | 830 m                                        |
| Landestrecke          | 570 m                                           |                                              |
| Bewaffnung            |                                                 | zwei 30-mm-MK-108 im Rumpfbug                |